# 福建臺灣省
福建臺灣省（穆麟德轉寫：fugiyan taiwan golo），簡稱臺灣省，為臺灣清治時期在1885年至1895年間存在的一個行省，管轄原福建省的臺灣府和臺北府，以及新設的臺南府。
清廷雖在1885年便下令要建省，但劉銘傳認為時機尚早，最後到了1887年才定案，並於次年頒發關防印信:101、106。另外《清史稿‧地理志》將臺灣改建行省時間定在光緒十三年（1887年），而光緒十一年十二月十六日（1886年1月20日），臺灣總糧臺給選用縣丞姜紹基之捐銀正實收文書上，仍寫「福建省臺北府新竹縣」等字:102。不過《清史稿‧德宗本紀》又將臺灣建省的時間定在光緒十一年九月初五庚子（1885年10月12日），《清史稿‧疆臣年表》也將劉銘傳補授臺灣巡撫的日期定在這一天。

## 沿革

### 建省之議
臺灣設省的提議，最早可追溯到乾隆二年四月十一日（1737年5月10日），內閣學士兼禮部侍郎吳金的奏請:99。但當時朝廷認為臺灣在官制方面設有總兵、御史已經足夠，且臺灣一地不過一府四縣竟要改為省，於是此奏議並未被採納:100。
同治十三年（1874年）牡丹社事件後，清廷更加重視臺灣地位，但對於如何處理臺灣發展分成二派:100。丁日昌等人主張派重臣督辦即可，袁保恆（刑部侍郎）等人則主張要建省:100。最後在李鴻章力言建省並非妥策，且沈葆楨提到「臺灣別設一省，苦於器局未成，彼此相依，不能離而為二」的情況下，最後決定不建省:100。

### 建省經過
光緒十年（1884年）發生中法戰爭，法軍曾攻打臺灣的基隆、滬尾（今淡水區）等地:101。戰後，欽差大臣左宗棠上奏贊同過去袁保恆建省的提議，表示“惟有如袁保恒所請，福建巡抚改为臺灣巡撫，所有臺澎一切应办事宜，概归该抚一手经理，庶事有专责，于臺防善后大有裨益”:101。在此同時中法戰爭期間到臺灣督辦軍務的劉銘傳也決心要辭去「福建巡撫」一職，專注於臺灣建設:101。光緒十一年（1885年）六月，清廷雖然未開設臺灣巡撫一職，但是讓閩浙總督楊昌濬兼署福建巡撫，命劉銘傳專辦臺灣善後事宜:101。
光绪十一年九月初五（1885年10月12日），慈禧太后据军机大臣、总理各国事务衙门大臣会同议奏的结果，颁诏决定：“臺灣为南洋门户，关系紧要；自应因时变通，以资控制。着将福建巡抚改为臺灣巡抚，常川驻扎；福建巡抚事，即着闽浙总督兼管。所有一切改设事宜，该督详细筹议，奏明办理。”:101。而對於設省之事，劉銘傳認為時機尚早，上奏〈籌度臺灣情形暫難改省會〉摺（11月23日），閩浙總督楊昌濬則上奏〈籌度臺灣改設事宜請添設藩司〉摺（12月25日）:101。而對於兩人的奏摺，清廷在十二月十二日（1886年1月16日）做出回應，決定臺灣建省之事仍要進行，但參考甘肅新疆之制（甘肅新疆省），臺灣、福建要聯成一氣:101、102。詳細事宜，則由楊昌濬、劉銘傳會商之後，奏明辦理:102。
光緒十二年六月十三日（1886年7月14日），楊昌濬與劉銘傳會奏〈遵議臺灣建省事宜〉摺，呈報相關事宜等候裁決:102。而在此摺中，打算將彰化縣城改設為「省垣」，並指出臺灣各縣轄域太廣，必須再加以細分:105。光緒十三年二月十六日（1887年3月10日），朝廷聽從吏部的奏請，添設布政司一缺:106。同年八月初二（9月18日），劉銘傳奏請頒發福建臺灣巡撫關防及布政使等印信:106。八月十七日（10月3日），劉銘傳與楊昌濬會奏〈臺灣郡縣添改撤裁〉摺，重新規劃臺灣的行政區劃:106。其中關於省城之事，則改為參照之前的福建巡撫岑毓英之提議，改在彰化縣橋孜圖一地建立省城:107。九月初八（10月24日）奉准，於是臺灣的行政區劃正式改為三府一直隸州:108。

### 建省之後
光緒十四年正月十九日（1888年3月1日），劉銘傳領回福建臺灣巡撫關防，兩天後（3月3日）啟用:106。最初因為省城尚未築成，所以巡撫暫駐臺北:108。光緒十五年（1889年）八月，開始興建省城:109。然而在築好之前，劉銘傳去職，由邵友濂繼任，並在光緒十八年（1892年）停工:109。光緒二十年二月三十日（1894年4月5日），巡撫邵友濂會同閩浙總督譚鍾麟奏准，將省會正式移到臺北:109。而邵友濂任內，以節省經費、與民休息等理由，將劉銘傳任內推動的新政廢止，像是撤廢西學堂、番學堂等等。

### 廢除
1895年因大清帝國和日本帝國簽訂《馬關條約》，福建臺灣省全境皆割讓給日本，福建臺灣省自然消滅。前後存在10年。

## 行政區劃
| 福建臺灣省行政區劃圖（1894年）                                                                                        |
| 基隆廳 淡水縣 南雅廳 宜蘭縣 新竹縣 苗栗縣 臺灣縣 彰化縣 雲林縣 埔里社廳 澎湖廳 嘉義縣 安平縣 鳳山縣 恆春縣 臺東直隸州 |
| 註：黑色為未控制的番地，灰色為臺東直隸州宣稱的控制範圍，然而許多地方其實未受控制                                      |

臺灣府
- 下辖：臺湾县（附郭）、彰化县、埔里社厅、雲林县、苗栗县[4]。

臺北府
- 下辖：淡水县（附郭）、新竹县、宜兰县、基隆厅、南雅厅（1894年分淡水縣设，有爭議）[4]。

臺南府
- 下辖：安平县（附郭）、嘉義縣、凤山县、澎湖厅、恒春县[4]。

臺東直隸州
- 下辖：奉鄉（州治）、南鄉、廣鄉、新鄉、蓮鄉[5][6]

## 官制
福建臺灣省設巡撫一人，正二品。其下設有布政使（從二品）、臺灣道（加按察使銜，正三品）。